# Boone Carlyle
Boone Carlyle egy kitalált személy, aki az amerikai ABC televíziós társaság által készített Lost – Eltűntek sorozatban tűnt fel. A karaktert Ian Somerhalder játszotta, első alkalommal sorozat bemutató részében tűnt fel, ahol kiderül, hogy egy másik túlélő, Shannon Rutherford (Maggie Grace) mostohatestvére.
Boone szívén viseli mostohatestvére és a túlélők sorsát, bár előbbivel több alkalommal is összekülönbözik. Csatlakozik John Locke-hoz, hogy felderítsék a sziget titkait, de egy lezuhant repülőgép roncsainak feltárása közben halálos sebesülést szenved.
Boone karaktere egyike volt a Lost szereplőinek, amely a produkció során jóformán nem változott. Somerhalder eredetileg nem akarta elvállalni a felkérést a bemutató rész leforgatására, de örömmel vett részt, amikor megtudta, hogy J. J. Abrams lesz a sorozat producere. Az általa megszemélyesített karakter jórészt pozitív kritikákat kapott, az USA Today kritikusa például azt írta róla: "éretlen, kiváltságos háttérrel rendelkező fiatalember, aki azonban a felnőtté válásra törekszik."

## Életrajz
|  | Alább a cselekmény részletei következnek! |

### A repülőgép lezuhanása előtt
Boone Carlyle 1981 októberében született. Anyja Sabrina Carlyle, sikeres üzletasszony, egy esküvőszervező cég tulajdonosa. A munka miatt Sabrina sokszor volt távol otthonától, ezért felvett egy Theresa nevű nevelőnőt fia mellé. Egy nap, a hat év körüli Boone megállás nélkül felhívogatta dadáját az emeletre jelentéktelen kéréseivel – így próbálva bosszantani őt – mígnem a nő rosszul lépett az egyik lépcsőfokra, legurult, és kitörte a nyakát. Theresa halálát Boone a halála napjáig képtelen feldolgozni teljes mértékben.
Boone tízéves volt, amikor anyja hozzáment Adam Rutherfordhoz, akinek már volt egy nyolcéves lánya, Shannon. Mostohaapja társaságát Boone húszéves koráig élvezhette; egy napon ugyanis Adam autóbalesetben meghalt. Boone New Yorkból repült haza Los Angelesbe a temetésre. Nem sokkal ezután, Sabrina egy igen jól fizető állást ajánlott Boone-nak cégénél, amit fia rögtön el is fogadott. Korábban Boone életmentőként dolgozott, de ez valószínűleg nem volt olyan jól megfizetett munka, mint a Carlyle Weddings egy vezetőpozíciója.
Boone mostohatestvérével szerető viszonyt ápolt, ám a szeretet fokozatosan egy másik érzéssé kezdett válni: szerelemmé. Boone amiben csak tudott, segített Shannon-nak. Többek között, amikor Shannonnak pénzügyi gondjai adódtak, Boone felajánlotta neki, hogy kisegíti, bár Shannon elutasította a gesztust. Később pedig Boone számtalanszor "megmentette" testvérét zűrös kapcsolataiból azáltal, hogy pénzzel vette rá Shannon éppen aktuális "szerelmeit" arra, hagyják békén a lányt. Az egyik alkalommal Boone-nak Sydney-be (Ausztrália) kellett repülnie, hogy ily módon segíthessen Shannon-on. Teljesen ledöbbent, amikor rájött: Shannon – a barátjaival karöltve – mindvégig a bolondját járatta vele, hogy megszerezze a pénzét. Nehezen veszi tudomásul: csúnyán átverték. Ez alkalommal azonban Shannon is árulás áldozatává válik;barátja fogja a Boone-tól kicsalt pénzt, és lelép vele. Shannon – ittas állapotban – Boone vállán sírja ki magát, majd szeretkezik a fiúval. Miután Shannon kijózanodik, s rájön mit tett, azt javasolja bátyjának, menjenek vissza Los Angelesbe, és tegyenek úgy, mintha mi sem történt volna.
Az Oceanic Légitársaság repülőterén Shannon kisebb jelenetet rendez, mert a jegyek nem az első osztályra szólnak; Boone megpróbálja elcserélni őket, de nem jár sikerrel. Így végül a 815-ös járat turista osztályán foglalva helyet indulnak el.

### A szigeten

#### A lezuhanástól számított 1 – 42. nap (első évad)
Boone a repülőgép lezuhanása után az eszméletét vesztett Rose Henderson-on próbál segíteni. Amíg Jack gondját viseli Rosenak, Boone elszalad golyóstollért, mert ismer egy módszert, amivel segíteni lehet a nő helyzetén. Körbekérdezgetve a túlélőket fel-alá rohangál a parton, s a nap végére egy tucat tollal tér vissza Jackhez.
Boone már az első napokban igyekszik mindenben segíteni túlélőtársainak – nem így mostohatestvére, aki naphosszat csak sütkérezik és másokat használ ki saját ellátása érdekében; Boone sokat veszekszik vele viselkedése miatt. Egy napon, Boone észreveszi, hogy egy Joanna nevű nő elsodródott a parttól fürdőzés közben; azonnal utánaúszik, csakhogy ő maga is bajba kerül. Jack menti ki őt a vízből, de Boone dühös rá, mert véleménye szerint Joannán kellett volna segítenie, ő boldogult volna. Boone, egy későbbi tette miatt ismét bajba kerül: amikor ellopja a tábor fogytán lévő vízkészletét, hogy nála biztonságban legyen, sokakat magára haragít.
Az asztmás Shannon inhalálókészülékének kifogyásakor Boone megpróbálja megtalálni a táskáját, amiben volt pár inhalátor. Ismerve Sawyer "gyűjtögető életmódját", az ő sátrában is kutakodni kezd. Sawyer rajtakapja őt, és csúnyán összeveri. Boone elmondja Jacknek, mi történt, s rábízza Shannon megsegítését is.
Amikor Ethan Rom elrabolja Charliet és Clairet, Boone, csatlakozva a keresőcsoporthoz, John Locke-kal együtt a nyomukba ered. Bár a hajtóvadászat nem hoz eredményt, Boone sok mindent megtud Lockeról az út során; vonzza Locke kissé durva, misztikus, vadonhoz kötődő természete. Boone épp vissza indulna a partra, amikor véletlenül ráakadnak egy földbe temetett acélajtóra. Egy kis ásás után rájönnek, hogy az ajtó egy földalatti bunkerbe vezet le, amit ők "fülkének" neveznek. Mindent megtesznek az ajtó kinyitása érdekében, s közben mindenki előtt titokban tartják felfedezésüket. Boone sokat tanul a tapasztalt Locke-tól, tanítványává válik.
Boone Shannon iránti féltése féltékenységgel vegyül, amikor tanúja lesz Shannon és Sayid bimbózó románcának. Boone sikertelen kísérletet tesz a kapcsolat elfojtására. Locke azzal segít Boone-nak a Shannontól való elszakadásban, hogy leüti, egy fához kötözi, s egy hallucinogén kenőcs segítségével látomást idéz elő nála. A látomásban, Boone végig nézi, ahogy a dzsungelben tanyázó "Szörny" megöli Shannont. Teljesen valóságosnak éli meg az eseményt, s miután magához tér és lehiggad, azt mondja Locke-nak, megnyugtató érzés volt elengedni mostohatestvérét. Ettől fogva sokkal kevésbé érdeklődik a lány iránt. Helyette inkább Locke-kal együtt a "fülkéhez" megy a kinyitási lehetőségeket fontolgatni, és jelentkezik őrnek Claire visszatértekor.
A katasztrófa utáni huszonegyedik napon, Boone és Locke rábukkannak egy fára akadt repülőgépre, amit Locke előzőleg már látott egy álmában, amiben Boone is megjelent, azt mondogatva: „Theresa legurult a lépcsőn; Theresa lezuhant a lépcsőn.” Locke sajgó lába miatt Boone vállalkozik rá, hogy felmászik a repülőhöz. A gépben, egy csomó Szűz Mária-szobrot talál, melyeknek belsejében heroin van. Meggyőződik róla, hogy a gép drogcsempészeké volt. A heroinnál azonban egy jóval fontosabb dolgot is talál: egy működőképes rádióadó-készüléket. Nyomban megpróbál leadni egy Mayday-jelzést, amire választ is kap egy férfitől, akiről később kiderül, hogy nem más, mint a 815-ös járat farokrészének egy életben maradt utasa, Bernard Nadler. A megmenekülésben való remény elvakítja Boonet, s nem veszi észre, hogy a repülő többször erősen meginog. Hirtelen a gép előremozdul, majd orral a földnek csapódik. Boone súlyosan megsérül.
A táborban, Jack próbál segíteni a szerencsétlenül járt Boone-on, mígnem rájön, hogy a fiú lábának levágása jelentheti megmentésének egyetlen módját. Boone azonban nem egyezik bele az amputációba; tudja, hogy neki már vége van, s nem akarja, hogy további gyógyszert pazaroljanak rá. „Mondd meg Shannon-nak…” – próbálja kipréselni magából utolsó mondatát Jacknek, de a halál előbb utoléri.

#### A lezuhanástól számított 69. nap (harmadik évad)
Majd négy héttel Boone halála után, Locke az "izzasztókamrájában" egy látomást él át, melyben Boone – hosszabb hajjal – megjelenik előtte, és kerekesszéken körbevezeti a sydney-i repülőtér képzeletbeli másában, ahol a túlélők furcsa szerepekben léteznek. Boone azt mondja Locke-nak, hogy valaki a reptéren komoly veszélyben van. Közel a hallucináció végéhez, Locke megtalálja Eko vérben ázó botját, majd Boone tetőtől talpig véresen bukkan fel újból. „Elfogták. Nincs sok időd” – figyelmezteti Locke-ot.

### Oceanic 6
Az Oceanic 6 fedősztorijában Boone-t úgy említik, hogy olyan túlélő, aki túlélte a repülőgép-szerencsétlenséget, de később belehalt sérüléseibe.